# ノンフィクション「逆転」事件
ノンフィクション「逆転」事件（ぎゃくてんじけん）とは、1964年に起こった傷害致死事件に取材した伊佐千尋のノンフィクション作品『逆転』（1977年刊行）の中に実名で記された人物（本項ではAと呼ぶ）が、「知られたくない前科を書かれ、精神的苦痛をこうむった」として、慰謝料を請求する民事訴訟を起こした事件。
裁判においては、作品の中で本人が特定できる形で前科が公表されたことが、Aのプライバシーを侵害するか否かが問われた。第1審判決（東京地方裁判所、1987年）、控訴審判決（東京高等裁判所、1989年）はAの主張するプライバシー侵害を認め、上告審判決（最高裁判所、1994年）はプライバシー侵害に関しては明言しなかったものの、原審を支持した。
この最高裁判決は、「前科等に関わる事実を公表されない法的利益」と、これを公表することによって達成される表現の自由のどちらが優越するのかという利益衡量を論じる際に、しばしば引用される判例である。

## 経緯
1964年8月に沖縄（当時はアメリカ統治下）で、日本人4人とアメリカ兵2人の間でけんかが起こり、アメリカ兵1人が死亡、1人がけがをした。日本人4人は逮捕され、米国民政府裁判所に起訴された。当時の沖縄においても日本の刑法（明治40年法律第45号）は従来どおり施行されていた。しかし、米軍関係者に係る犯罪や米国民政府の機関に対する犯罪については、これを別個に処罰するため集成刑法典(刑法並びに訴訟手続法典)が適用された。集成刑法典のもとでの刑事訴訟手続は、アメリカ流の刑事訴訟手続であった(そのためアメリカ流の陪審審理が行われた)。（のちに『逆転』を執筆する）伊佐を含め、様々な国籍の陪審員12人が選任された（うち1人は病気になったため、評議を行ったのは11人）。
伊佐はアメリカ兵の挑発がそもそもの原因であることや検察の主張する凶器に疑問があることから、粘り強く無罪を主張し、結局傷害致死罪は無罪、傷害罪は有罪という評決に至った。しかし、同年11月に下った判決は伊佐の予想以上に重く、3人（Aを含む）が実刑、1人が執行猶予付きというものであった（この事件・裁判は沖縄でのみ報道されたようである）。
伊佐は被告人らの無罪を確信し、その名誉回復を図るため、アメリカ統治下の沖縄、陪審制度などの問題を含めてノンフィクションを執筆し、事件から13年経った1977年、新潮社から『逆転』を刊行した。本書は高い評価を得て、翌年の大宅壮一ノンフィクション賞を受賞した。出版当時、既に刑期を終えていた被告人4人のうち、1名は死亡しており、2名からは実名表記の了承を得ていたが、Aは所在不明であったことから、伊佐はその了承を得ないままAの実名を使用した。
1978年、NHKは『逆転』を元にしたドラマを放送しようと企画した。Aを探し出して取材を行い、実名を用いて放送する旨を伝えた。Aは服役後、沖縄を離れ、東京で運転手として働き、結婚もしていたが、勤務先や妻には前科のことを隠していた。放送によって解雇や離婚という事態になるのをおそれたAは、NHKに放送禁止を求める仮処分を申請し、結局、仮名で放送することにより和解した。その後、Aは、プライバシー侵害による精神的苦痛をこうむったとして、『逆転』の著者に対し、慰謝料の支払を求める民事訴訟を起こしたものである。
なお、その後、勤務先の社長や妻には、前科の件について理解を得られ、Aが恐れていた事態は避けられた。また、現在刊行されている『逆転』（岩波現代文庫）は仮名表記になっている。

## 上告審判決

### 一般論
上告審判決は、ある人物に前科等にかかわる事実があったとしても、「みだりに……事実を公表されないことにつき、法的保護に値する利益を有するものというべき」であり、「新しく形成している社会生活の平穏を害されその更生を妨げられない利益を有するというべき」だとした。
一方で、前科等に関わる事実は、刑事事件・裁判という社会一般の関心・批判の対象となるべき事項に関わることから、次のように、実名を明らかにすることが許される場合もあるとした。
- 事件それ自体を公表することに歴史的又は社会的な意義が認められるような場合には、実名を明らかにすることが許されないとはいえない。
- その者の社会的活動の性質あるいはこれを通じて社会に及ぼす影響のいかんによっては、その社会的活動に対する批判あるいは評価の一資料として、事実の公表を受忍しなければならない場合もある。
- その者が社会一般の正当な関心の対象となる公的立場にある場合には、その者が公職にあることの適否などの判断の一資料として前科に関わる事実を公表することは違法とはいえない。

そして、公表することが不法行為を構成するか否かは、「その者のその後の生活状況のみならず、事件それ自体の歴史的又は社会的な意義、その当事者の重要性、その者の社会的活動及びその影響力について、その著作物の目的、性格等に照らした実名使用の意義及び必要性をも併せて判断すべき」ものであり、「前科等にかかわる事実を公表されない法的利益が優越するとされる場合には、その公表によって被った精神的苦痛の賠償を求めることができる」とした。

### 本件に対する適用
その上で、判決は、
- 事件・裁判から本作が刊行されるまでに、Aが「社会復帰に努め、新たな生活環境を形成していた事実に照らせば……前科にかかわる事実を公表されないことにつき法的保護に値する利益を有して」おり、
- Aは「無名の一市民として生活していたのであって」、「社会的活動に対する批判ないし評価の一資料として」前科の公表を受忍すべきケースではない

とした。
「陪審制度の長所ないし民主的な意義を訴え、当時のアメリカ合衆国の沖縄統治の実態を明らかにしようとする」作品の目的を考慮すべきとの被告（伊佐）の主張に対しては、判決は、実名を使用しなければその目的が損なわれると解することはできないとした。その理由として、本件作品が歴史的事実そのものの厳格な考究をしたものではなく、一部想像で書かれた部分や、Aが事実でないと主張している部分があり、被告自身を含む陪審員は仮名で記載されていることを挙げている。
本件著作は、上記目的のほか、Aら4名が無実であったことを明らかにしようとしたものであるから、本件事件ないしは本件裁判について、Aの実名を使用しても、その前科にかかわる事実を公表したことにはならないという被告の主張に対しては、本件著作は、原告ら4名に対してされた陪審の答申と当初の公訴事実との間に大きな相違があり、また、言い渡された刑が陪審の答申した事実に対する量刑として重いという印象を強く与えるものではあるが、原告が本件事件に全く無関係であったとか、原告ら4名の行為が正当防衛であったとかいう意味において、その無実を訴えたものであると解することはできないとした。
最高裁は、以上を総合して考慮して、実名を使用して前科を公表したことを正当とするまでの理由はないと判示している。